# Faro Touriñán
El faro de Touriñán o de Toriñana es el faro situado en el cabo Touriñán, en la Costa de la Muerte en Mugía, provincia de La Coruña, Galicia, España. Está gestionado por la autoridad portuaria de La Coruña.

## Historia y características
Es el faro más occidental de la España peninsular.